# Mar Targarona i Borràs
Mar Targarona i Borràs (Barcelona, 1953), coneguda com a Mar Targarona, és una directora, guionista, productora de cinema i actriu catalana. És directora de la Fundació Taller de Guionistes i productora executiva o copresidenta de Rodar y Rodar.
Va estudiar Art dramàtic a Barcelona, a l'Escola de Teatre Nacional d'Estrasburg, i a l'Institut de Teatre Lee Strasberg de Los Angeles, amb Lee Strasberg, i va iniciar la seva carrera professional al teatre amb la companyia Dagoll Dagom i el Teatre Lliure. Més tard es va decantar pel món cinematogràfic i de la televisió, realitzant primer espots publicitaris per Rodar y Rodar (productora que va fundar el 1990 amb el seu marit, Joaquim Padró) i, a partir de 1995, treballant com a directora, guionista i productora.
És precisament com a productora que ha obtingut més reconeixement professional, amb títols com L'habitant incert, L'orfenat, No em demanis que et faci un petó perquè te'l faré o Els ulls de Júlia, encara que també ha dirigit i produït les sèries Abuela de verano (protagonitzada per Rosa Maria Sardà) i Ull per ull (amb Manu Fullola, Núria Gago i Lluís Homar), que retrata la Barcelona convulsa de 1918, o més precisament, entre els anys 1919 i 1923.

## Filmografia
| Any  | Títol                                              | Com a     | Com a      | Com a     | Com a  | Notes                                        |
| Any  | Títol                                              | Directora | Productora | Guionista | Actriu | Notes                                        |
| ---- | -------------------------------------------------- | --------- | ---------- | --------- | ------ | -------------------------------------------- |
| 1977 | Taller de comèdies                                 |           |            |           | Sí     | Episodi Agressió. Direcció d'Orestes Lara    |
| 1983 | Antaviana                                          |           |            |           | Sí     | Televisió. Direcció de Mercè Vilaret         |
| 1985 | Un parell d'ous                                    |           |            |           | Sí     | Pel·lícula de Francesc Bellmunt              |
| 1989 | Una ombra en el jardí                              |           |            |           | Sí     | Pel·lícula d'Antonio Chavarrías              |
| 1996 | Mor, vida meva                                     | Sí        |            | Sí        |        | Pel·lícula                                   |
| 2002 | Vivancos 3                                         |           | Sí         |           |        | Pel·lícula d'Albert Saguer                   |
| 2004 | L'habitant incert                                  |           | Sí         |           |        | Pel·lícula de Guillem Morales                |
| 2004 | Entre viure i somiar                               |           | Sí         |           |        | Pel·lícula d'Alfonso Albacete i David Menkes |
| 2005 | Abuela de verano                                   | Sí        | Sí         |           |        | Sèrie de televisió                           |
| 2006 | L'orfenat                                          |           | Sí         |           |        | Pel·lícula de Juan Antonio Bayona            |
| 2008 | Les mans del pianista                              |           | Sí         |           |        | Telefilm de Sergio G. Sánchez                |
| 2008 | No em demanis que et faci un petó perquè te'l faré |           | Sí         |           |        | Pel·lícula d'Albert Espinosa                 |
| 2009 | Ull per ull                                        | Sí        | Sí         |           |        | Minisèrie de televisió                       |
| 2009 | Els ulls de la Júlia                               |           | Sí         |           |        | Pel·lícula de Guillem Morales                |
| 2011 | Cut Throats Nine                                   |           | Sí         |           |        | Pel·lícula de Rodrigo Gudiño                 |
| 2016 | Segrest                                            | Sí        | Sí         |           |        | Pel·lícula                                   |
| 2018 | El fotògraf de Mauthausen                          | Sí        | Sí         |           |        | Pel·lícula                                   |
| 2021 | Dos                                                | Sí        | Sí         |           |        | Premis Feroz: Nominada a millor cartell      |